# العلاقات السودانية التونسية
العلاقات السودانية التونسية هي العلاقات الثنائية التي تجمع بين السودان وتونس.

## مقارنة بين البلدين
هذه مقارنة عامة ومرجعية للدولتين:
| وجه المقارنة                                              | السودان                     | تونس                                       |
| --------------------------------------------------------- | --------------------------- | ------------------------------------------ |
| المساحة (كم2)                                             | 1.89 مليون                  | 163.61 ألف                                 |
| عدد السكان (نسمة)                                         | 40.53 مليون                 | 11.53 مليون                                |
| الكثافة السكانية (ن./كم²)                                 | 21.44                       | 70.47                                      |
| العاصمة                                                   | الخرطوم                     | تونس                                       |
| اللغة الرسمية                                             | اللغة العربية، لغة إنجليزية | اللغة العربية                              |
| العملة                                                    | جنيه سوداني                 | دينار تونسي                                |
| الناتج المحلي الإجمالي (بليون دولار)                      | 117.49 مليار                | 40.26 مليار                                |
| الناتج المحلي الإجمالي (تعادل القوة الشرائية) بليون دولار | 176.55 مليار                | 129.05 مليار                               |
| الناتج المحلي الإجمالي الاسمي للفرد دولار أمريكي          | 2.41 ألف                    | 3.87 ألف                                   |
| الناتج المحلي الإجمالي للفرد دولار أمريكي                 | 4.07 ألف                    | 11.44 ألف                                  |
| مؤشر التنمية البشرية                                      | 0.479                       | 0.721                                      |
| رمز المكالمات الدولي                                      | +249                        | +216                                       |
| رمز الإنترنت                                              | سودان                       | .tn                                        |
| المنطقة الزمنية                                           | ت ع م+03:00، ت ع م+02:00    | ت ع م+01:00، توقيت وسط أوروبا، ت ع م+02:00 |

## منظمات دولية مشتركة
يشترك البلدان في عضوية مجموعة من المنظمات الدولية، منها:
| علم المنظمة | اسم المنظمة                                 | تاريخ انضمام السودان | تاريخ انضمام تونس |
| ----------- | ------------------------------------------- | -------------------- | ----------------- |
|             | صندوق النقد العربي                          | ?                    | ?                 |
|             | جامعة الدول العربية                         | 19 يناير 1956        | 1 أكتوبر 1958     |
|             | الاتحاد الأفريقي                            | ?                    | ?                 |
|             | الاتحاد البريدي العالمي                     | ?                    | ?                 |
|             | يونسكو                                      | 26 نوفمبر 1956       | 8 نوفمبر 1956     |
|             | الفريق المعني برصد الأرض                    | ?                    | ?                 |
|             | مؤسسة التمويل الدولية                       | 21 أكتوبر 1960       | 25 يوليو 1962     |
|             | منظمة التعاون الإسلامي                      | ?                    | ?                 |
|             | المركز الدولي لتسوية المنازعات الاستشارية   | 9 مايو 1973          | 14 أكتوبر 1966    |
|             | منظمة حظر الأسلحة الكيميائية                | ?                    | ?                 |
|             | مؤسسة التنمية الدولية                       | 24 سبتمبر 1960       | 30 ديسمبر 1960    |
|             | وكالة ضمان الاستثمار متعدد الأطراف          | 7 نوفمبر 1991        | 7 يونيو 1988      |
|             | المصرف العربي للتنمية الاقتصادية في أفريقيا | ?                    | ?                 |
|             | منظمة الشرطة الجنائية الدولية               | ?                    | ?                 |
|             | الأمم المتحدة                               | 12 نوفمبر 1956       | 12 نوفمبر 1956    |
|             | الاتحاد الدولي للاتصالات                    | 23 أكتوبر 1957       | 14 ديسمبر 1956    |
|             | البنك الدولي للإنشاء والتعمير               | 5 سبتمبر 1957        | 14 أبريل 1958     |
|             | البنك الإفريقي للتنمية                      | ?                    | ?                 |
|             | الصندوق العربي للإنماء الاقتصادي والاجتماعي | ?                    | ?                 |

## وصلات خارجية
- موقع وزارة الخارجية السودانية
- موقع وزارة الخارجية التونسية